# Vizin Viktória
Vizin Viktória (Kecskemét, 1976 k.) magyar opera-énekesnő, mezzoszoprán. Pályafutása során több rangos operaházban is fellépett már, pl. Metropolitan Opera, Magyar Állami Operaház, Staatsoper (Bécs), Chicagói Lyric Opera vagy a Royal Opera House (Covent Garden).

## Pályafutása
A szegedi Liszt Ferenc Konzervatóriumban tanult. 1996-ban megnyerte a kolozsvári „Nicolae Bretan” nemzetközi énekversenyt és 2000-ben az ausztriai Belvedere versenyt. 2001-ben Romániában szerezte meg mester- és doktori fokozatát. Chicago kertvárosi részén lakik, és a DePaul Egyetem Zeneművészeti Tanszakán tanít.
Nina szerepében debütált a Senza Sanguéban, amelyet Eötvös Péter írt és vezényelt, kiemelkedő sikerrel.
Operaszerepei mellett Beethoven 9. szimfóniája (Krannert Előadóművészeti Központ – Champaign, IL) alt szólójaként, Georg Friedrich Händel Messiásában (Művészetek Palotája), és a Verdi-gálán lépett fel, ahol előadta az O don fatale kezdetű áriát. Szerepelt a Den Jyske Opera 2014/2015-ös operaévadának Operagáláján, az Opera i Rebildben, különféle áriákat és duetteket előadva, mint például az Alza!, Smanie implacabili, Habanera és a Barcarole. Énekelt a torontói Roy Thompson Csarnokban, és része volt a Természet Opera Fesztivál (2017-es Tisza-tó) Operanyitó-gálájának. Szerepelt az adventi sorozatban a Bartók Plusz Operafesztiválon Bach, Händel, Antonio Vivaldi, Gabriel Fauré, Camille Saint-Saëns (2018) műveiben. Folyamatosan fellép a Chicago környéki koncerteseményeken és az Orgonapont Fesztiválon.
2015-ben a Nemzetközi Tavaszi Fesztivál alkalmával szólistaként vett részt egy dzsesszkoncerten, melynek helyszíne a Művészetek Palotája volt. 2016-ban az 1940-es évek klasszikus dzsesszét játszotta a Bartók Plusz Fesztiválon. 
Egy háromórás szólóoperagálán lépett fel, pályája 20. évfordulóját ünneplve szülővárosában, Kecskeméten (2016). Repertoárjában Richard Strauss, Wolfgang Amadeus Mozart, Georg Friedrich Händel, Henry Purcell, Georges Bizet, Jules Massenet, Hector Berlioz és kortársdarabok szerepeltek. 
Főszerepet játszott a Tony-díjas drámaíró, Simon Stephens Carmen Disrupt című színházi darabjában, az Almeida Theatre-ben, a londoni East Enden (2015), és szerepelt az „1956” című audiovizuális előadásban Budapesten és New Yorkban is (2016).
Kritikai elismerést kapott kortárs operadarabjának, A boszorkánynak sikeres világpremierje alkalmából, ahol nemcsak énekesnőként, hanem az operadarab társszerzőjeként is debütált. (Nemzetközi Kodály Fesztivál, Magyarország, 2013)
A 2019-es évadban szerepelt a kortárs zeneszerző, Zombola Péter „… és Echo” című operájának világpremierjén, amelynek librettója elkészítésében is részt vett. 
Előző évadának legfontosabb eseményei:
Carmen: Essen (2000–2003), Düsseldorf-Duisburg (2003–2004), Pittsburgh (2004), ROH Covent Garden (2007-es szimultán közvetítés az Egyesült Királyságban, DVD-kiadás), Magyar Állami Operaház (2007–2012), Los Angeles (2008) Tajpej (2009), Metropolitan Opera (2010), Chicago Lyric Opera (2006 sztereó szimuládió) (Peking) (2011), Vlaamse Opera (2012 – közvetítés a Gent/Televisionon)
Judit – Bartók drámájának világbemutatója, amelyen minden este kétszer előadta a szerepet Fischer Ádám vezényletével (Budapest, 2009), Újvidéken (2010-es szimulázás Szerbiában), Miskolci Nemzetközi Operafesztiválon (2013), Arlene Schnitzer Hangversenyterem (2016), Művészetek Palotája (2019).
Preziosilla: Vlaamse Opera (2012), Grand Theatre du Luxembourg (2013)
Maddalena: Miskolc (2001), Düsseldorf (2004–2005), Covent Garden (2005), Metropolitan Opera (2009 Simulcast Sirius XM Radio)
Dejanira: Budapest MÜPA (2012 – közvetítés a Magyar Televízióban)
Margherite: Budapest MÜPA (2010 – közvetítés a Magyar Televízióban)
Phedra: Magyar Állami Operaház (2013)
Nerone: Budapest MÜPA (2015)
Isabella: Central City Opera Festival (2003)
Rosina: Kolozsvár (1996)
Marchese Melibea: Toronto (2002)
Adalgisa: Szaloniki (2000), Essen (2002), Düsseldorf (2004)
Pauline: Covent Garden (2001), Toronto (2002), Dallas (2003)
Donna Elvira: Bartók Plusz Operafesztivál (2018)
Nina: Budapest MÜPA (2018)
A korábbi lírai mezzó repertoárban szerepel: Zerlina (Miskolc, 2000, Düsseldorf, 2000), Idamante (Kolozsvár, 1998; Budapest, 1999), Cherubino (Wiener StaatsOper, 1999), Dorabella (Budapest, 1999, közvetítés a Magyar Televízióban), Rossweise (Genf, 2000), Mrs. Meg Page (Verona, 1997)

## Repertoárja
- Charlotte a Wertherben (Skót Opera debütálás: 2013)
- Komponista, Ariadne Naxos szigetén (Budapest: 2013, 2015)
- Phedra Rameau Hypolite és Aricie című művében
- Dejanira Händel Herkulesében (Budapest: 2012[2])
- Wagner: Ring Luzernben. A fesztivált Jonathan Nott vezényelte (2013)
- Flosshilde (A Rajna kincse, Istenek alkonya)
- első Norn (Istenek alkonya)
- Schwertleite (A valkűrök)
- Rossweisse (A valkûrök), Genfi Nagyszínház Philip Jordan vezénylésével (2000)
- Gutrune (Istenek alkonya), MÜPA Fischer Ádám vezényletével (2010)
- Waltraute, Istenek alkonya, Palermo, rendezte Graham Vick
- Carmen, Essen (2002-2003), Deutsche Oper am Rhein (2003-2004), Pittsburgh (2004), Chicago Lyric (2005-2006), Covent Garden (2006-2007), Bécsi VolksOper Nánasi Henrik vezényletével (2008-2011), Los Angeles Opera (2008, Phoenix Metropolitan Opera (2009), Taiwan Szimfonikusok (2009), New York METROPOLITAN OPERA (2009-2010), Beijing NCPA (2011), Vlaamse Opera (2012), 100. elôadás a Magyar Állami Operában (2012)
- Maddalena (Rigoletto), Miskolci Nemzeti Színház (2001), Covent Garden (2005), New York Metropolitan Opera (2009)
- Judit a Kékszakállúban a Magyar Állami Operaházban (2009), a Telekom Szimfónikusokkal Újvidéken (2010), a Miskolci Nemzetközi Operafesztiválon (2013), az Oregoni Szimfóniával (2016),   a Budapesti Fesztiválzenekarral, Fischer Iván vezényletével (2019),[3] a Brüsszeli Filharmónikusokkal Brüsszelben és Brugge-ben (2019), a Bayerische Rundfunk-kal Münchenben (2021) és a Portói Szimfonikusokkal (2022)
- Preziosilla, Vlaamse Opera Antverpenben és Gentben (2012), Grand Theatre du Luxembourg (2013)
- Dulcinea a Den Jyske Operában, Aarhusban (2014)
- Donna Elvira szerepében debütált Mozart: Don Giovanni című filmjében a Bartók Plusz Fesztiválon (2018).
- Hannah Glavary A víg özvegy című operettben a magyarországi Bartók Plusz Opera Fesztiválon (2014, 2015)
- Tosca Magyarországon címszerep (2015–16)
- Nerone szerepében debütált Claudio Monteverdi: Poppea megkoronázása című művében a Művészetek Palotájában, Budapest (2016)
- Nina (Senza Sangue), MÜPA (2017) Eötvös Péter vezényletével, DVD és CD kiadással, Brüsszel Studio 5 és Brugge Musikhusset (2019), Herkulessaal München (2021), Casa de Musica Porto (2022)
- Margherite (Berlioz), MÜPA (2011)
- Dorabella a Hilton Dominikánus Udvarban Vashegyi György vezénylésével (1999) és a Magyar Állami Operaházban (2001)
- Idamante, Kolozsvári Magyar Opera (1998), Budapesti Zeneakadémia (1999)
- Cherubino, Wiener StaatsOper (1999)
- Zerlina, Deutsche Oper am Rhein Duisburg (2000), Diósgyôri Vár (2000)
- Rosina, Kolozsvári Magyar Opera (1996)
- Melibea Canadian Opera Company (2001-2002)
- Isabella, Central City Opera Festival (2003)
- Pauline Covent Garden (2001), COC (2002), Dallas (2003)
- Echo (Zombola – Vizin – Gergye: "... és Echo) BartókPlusz (2019), Kodály Fesztivál Kecskemét (2019), Cafe Budapest (2019), Egri Kortárs Fesztivál (2019), Szolnoki Nemzeti Színház (2020), Chicago Jarvis Opera Hall (2022), Magyar Fórum Daytona Beach (2022), Ward Színház Washington DC (2022), Hungary Live! New York (2022),